# Alyn Ware
Alyn Ware, född 21 mars 1962 på Nya Zeeland, är en nyzeeländsk förskollärare och fredsaktivist. Han har verkat för icke-spridningsavtalet, kvinnor och barns rättigheter, djurens rättigheter och miljöfrågor. På 1980-talet arbetade han fram material för fredsutbildning i nyzeeländska skolor.
Han har arbetat i två decennier för en kärnvapenfri värld och var med och grundade följande organisationer:
- 1995 Abolition 2000 Global Network to Eliminate Nuclear Weapons
- 1998 Middle Powers Initiative
- 2002 Parliamentarians for Nuclear Nonproliferation and Disarmament, (PNND).
- Nuclear weapons convention

## Right Livelihood Award

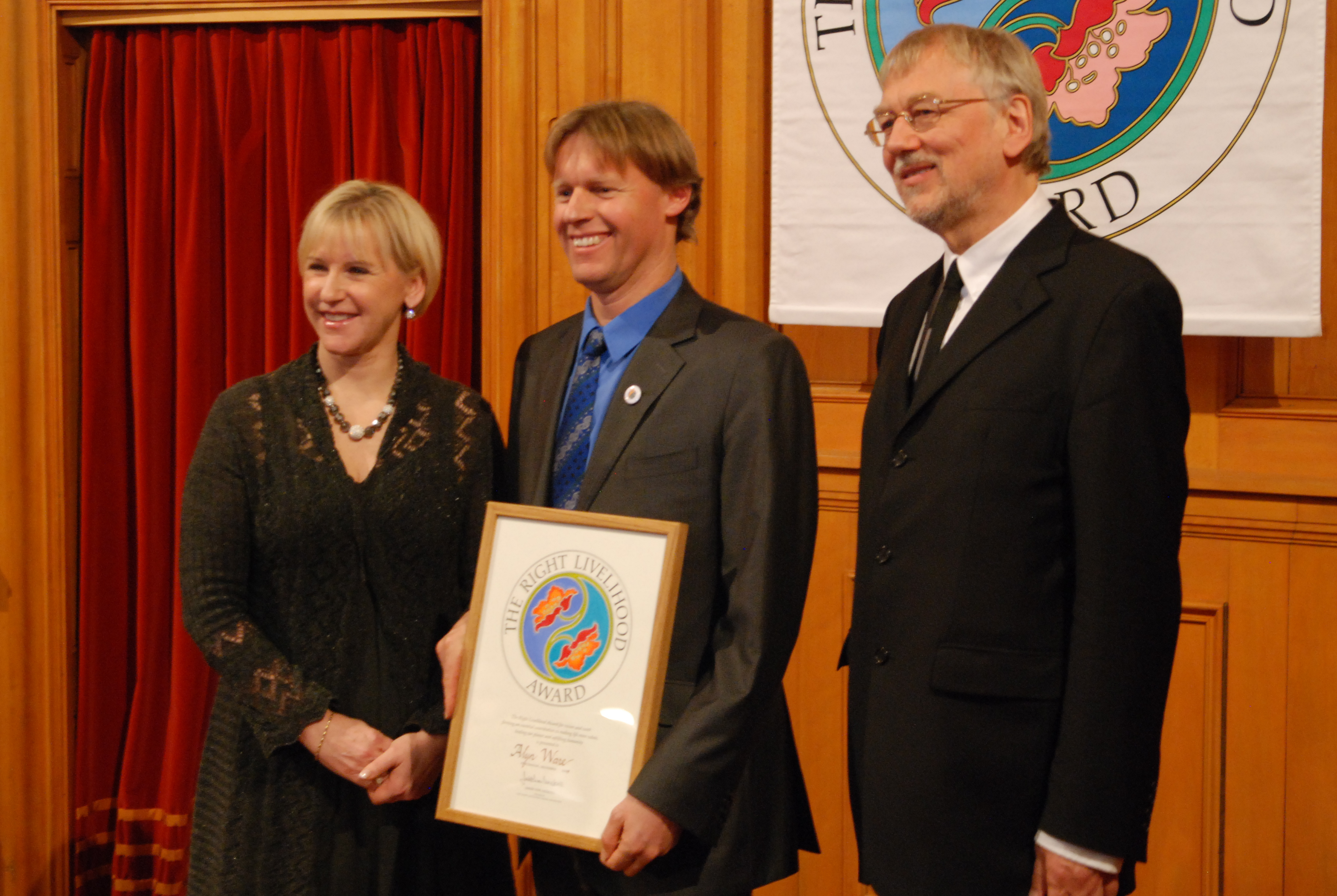
Right Livelihood Award 2009-award ceremony-32

Ware får priset ”för sitt effektiva och kreativa arbete under två decennier med fredsutbildning och med att befria världen från kärnvapen”. I grunden förskollärare har han varit med om att ta fram utbildningsmaterial för skolorna i hemlandet samt själv undervisat barn och lärare i fredskunskap. Dessutom har han under lång tid arbetat för ett kärnvapenfritt samhälle, först i Nya Zeeland men med tiden även internationellt, inte minst för FN:s räkning. Bland hans många uppdrag kan nämnas det som samordnare för Parlamentariker för icke spridning av kärnvapen och nedrustning (PNND), en organisation som Ware var med att grunda och som bland annat erbjuder information för parlamentariker om kärnvapennedrustningsfrågor och hjälper till att utveckla gemensamma parlamentariska strategier. 

## Utmärkelser
- Right Livelihood Award (Sweden)
- United Nations International Year for Peace Award (New Zealand)
- Winston Churchill Memorial Trust Award (New Zealand)
- Alliance for Nuclear Accountability Award (USA)
- Tom Perry Peace Award (Canada).